# امیر دامر کوکو
امیر دامر کوکو (انگلیسی: Amir Damar Koku؛ زادهٔ ۸ دسامبر ۱۹۷۹) بازیکن فوتبال اهل سودان بود.
از باشگاه‌هایی که در آن بازی کرده‌است می‌توان به باشگاه فوتبال المریخ اشاره کرد.
وی همچنین در تیم ملی فوتبال سودان بازی کرده‌است.